# Diesel-Klose-Sulzer-Thermolokomotive
Bei der Diesel-Klose-Sulzer-Thermolokomotive handelt es sich um die erste, 1912 gebaute Großdiesellokomotive der Welt. Nach einem Jahr Versuchsbetrieb wurde die Erprobung der Lokomotive bei Beginn des Ersten Weltkriegs abgebrochen. Auf Grund der Mängel, die sich im Betrieb zeigten, erfolgte kein regulärer Einsatz mehr.

## Geschichte
Nachdem Dieselmotoren erfolgreich auf Schiffen eingeführt waren, sollten Lokomotiven ein neues Einsatzfeld darstellen. Hierzu wurde 1906 von Rudolf Diesel, Adolf Klose und den Gebrüdern Sulzer die Gesellschaft für Thermolokomotiven, Diesel-Klose-Sulzer GmbH (GFTL) gegründet. Für die von der Gesellschaft geplante Lokomotive erhielten sie von der Verwaltung der Preußisch-Hessischen Eisenbahngemeinschaft die Zusage zur Abnahme einer Diesellok, falls diese sich ein Jahr lang bewähre.
Das Winterthurer Unternehmen Sulzer lieferte die Motoren für die Lok, die von Borsig in Berlin nach Plänen von Adolf Klose unter der Baunummer 7409/1910 gebaut wurde. Die Lok wurde am 11. September 1912 fertiggestellt. Bei ersten Versuchsfahrten zwischen Winterthur und Romanshorn stellte sich heraus, dass die Kühlanlage des Fahrzeugs zu klein ausgelegt worden war. Nach entsprechenden Änderungen erfolgten ab März 1913 weitere Versuche in der Umgebung von Winterthur. Vom 31. März bis zum 4. April 1913 erfolgte die Überführung über Basel, Straßburg, Worms und Nordhausen nach Berlin. Die Diesellok wurde einem Güterzug beigestellt und beförderte ihn zeitweilig alleine.

## Konstruktive Merkmale

Konstruktionszeichnung der Diesel-Klose-Sulzer-Thermolokomotive
Legende zu den Ziffern siehe Bilddatei

Der Rahmen bestand aus einer kastenförmigen Blechkonstruktion mit Querversteifungen durch das Motorgehäuse. Darauf saß ein Kasten aus Stahlblech und -profilen. An den Fahrzeugenden befanden sich die Führerstände. Die Kuppelradsätze waren mit Blattfedern im Rahmen abgestützt. Der Rahmen seinerseits lagerte mittels Gleitplatten und Blattfedern auf dem vorderen und hinteren, zweiachsigen und seitenverschiebbaren Laufdrehgestell.
Beim Hauptmotor handelte es sich um ein Vierzylinder-V-Zweitakt-Dieselaggregat 4LV38, das quer zur Fahrzeuglängsachse eingebaut war. Es hatte 249.500 cm³ Hubraum (Bohrungsdurchmesser 38 cm × Hub 55 cm) und eine nominelle Leistung von 1200 PS (883 kW) bei 304/min (andere Quellen nennen 1000 PS Dauer- und 1600 PS Spitzenleistung sowie eine Nenndrehzahl von 314/min). Gemäß dem Angebot sollte die Lok einen Zug von 200 Tonnen Gewicht mit einer Geschwindigkeit von 90 km/h in der Ebene befördern können.
Das Anfahren erfolgte mit Druckluft zwischen 2,5 und 12 bar aus Flaschenbatterien direkt in die Brennräume des Hauptmotors bis zu einer Geschwindigkeit von 8 bis 10 km/h, danach wurde der Motor auf Verbrennung umgestellt. Die Geschwindigkeit bei Nenndrehzahl 304/min betrug 100 km/h, wobei bei den Erprobungsfahrten auch höhere Geschwindigkeiten erzielt wurden. Die Leistung wurde direkt mittels Blindwelle auf die Kuppelradsätze übertragen. Der Hauptmotor war in der Drehrichtung umsteuerbar, damit konnte die Lok in beide Fahrtrichtungen mit gleicher Leistung fahren.
Als Hilfsaggregat war ein Zweizylinder-Zweitakt-Rohölmotor* mit 52.600 cm³ Hubraum zur Energie- und Druckluftversorgung bei stehendem Hauptmotor eingebaut. Die Bezeichnung Rohölmotor bezog sich bis in die 1930er Jahre auf einen Diesel- oder Glühkopfmotor im Allgemeinen. Es war nicht gemeint, dass der Motor Rohöl im heutigen Sinn konsumierte. Der Bohrungsdurchmesser betrug 30,5 cm, der Hub 36 cm und die abgegebene Leistung 250 PS (184 kW). Mit Kompressoren sowohl am Haupt- wie auch am Hilfsmotor wurde Druckluft erzeugt, die mit bis zu 70 bar gespeichert wurde. Auch während der Fahrt konnte bei Bedarf Druckluft zur Steigerung der Antriebsleistung genutzt werden, beispielsweise für eine schnellere Beschleunigung oder in Steigungen.
Die Kühlanlage bestand in der endgültigen Ausführung aus einem Wabenkühler und Verdampfungskühler oberhalb der Führerstände. Zur Beheizung von Reisezugwagen verfügte die Lok über einen ölgefeuerten Heizkessel.

## Versuchsbetrieb in Berlin-Grunewald
Das Fahrzeug wurde im September 1912 ersten Probefahrten auf der Strecke Winterthur–Romanshorn unterzogen und im März 1913 in Berlin-Grunewald für den Versuchsbetrieb übernommen.
Die Versuchsfahrten wurden nur mit einer maximalen Zuglast von 200 t vorgenommen, da befürchtet wurde, dass bei einem Ausfall aufgrund von höheren Lasten die Hauptlinien-Bahnstrecke blockiert würde. Bereits zu Beginn der Versuchsfahrten brach eine Achswelle, worauf die Erprobung für sechs Monate unterbrochen wurde. Als weiteres Problem stellte sich beim Einsatz im Personenzugbetrieb heraus, dass bei kurzfristig aufeinander folgenden Anfahrvorgängen die benötigte Druckluft nicht ausreichend schnell nachgefördert werden konnte. Die Lok blieb dann zwangsläufig so lange stehen, bis der Druckluftvorrat der Flaschenbatterie von dem Hilfsdiesel ausreichend wieder aufgefüllt war. Als nachteilig zeigte sich auch, dass die beim Anfahren eingespeiste Druckluft sich in den Zylindern entspannte und dadurch abkühlte. Das wiederum hatte neben der verminderten Fähigkeit des Motors zur erforderlichen Selbstzündung auch belastende Unterkühlungen der Zylinderwände zur Folge. Schäden an Kurbelstangen oder Zylinderdeckeln traten regelmäßig auf. Zudem galt die Lok als verbrauchsintensiv und laut. Nach dem Riss eines Motorzylinders im Sommer 1914 und dem zur gleichen Zeit ausbrechenden Ersten Weltkrieg wurde die Erprobung beendet.
Der direkte Antrieb der Treibachsen mit einem Dieselmotor ohne Kupplung und Getriebe erwies sich somit für den Bahnbetrieb auch bei Vorschaltung eines Hilfsmotors mit Pressluftkompressor als unzulänglich. In den darauf folgenden Jahren wurde bei Sulzer der Dieselmotorantrieb für Schienenfahrzeuge weiter entwickelt und optimiert, besonders in Richtung des dieselelektrischen Antriebs. Die Thermolokomotive war daher nach Kriegsende konzeptionell veraltet und wurde Ende 1920 in Tegel verschrottet.
Ein nächster, diesmal erfolgreicher Ansatz für eine Großdiesellokomotive ergab sich 1924 mit dem Bau der SŽD-Baureihe Ээл2 bei der Maschinenfabrik Esslingen für die Sowjetischen Eisenbahnen.